# CS-251
De CS-251 (Carretera Secundaria 251) is een secundaire weg in Andorra. De weg verbindt de CG-2 bij Canillo met El Forn en is ongeveer 2,5 kilometer lang.